# Vamvakoú
Vamvakoú är en ort i Grekland.   Den ligger i prefekturen Nomós Larísis och regionen Thessalien, i den centrala delen av landet, 190 km nordväst om huvudstaden Aten. Vamvakoú ligger 168 meter över havet och antalet invånare är 1 104.
Terrängen runt Vamvakoú är platt norrut, men söderut är den kuperad. Runt Vamvakoú är det ganska glesbefolkat, med 38 invånare per kvadratkilometer. Närmaste större samhälle är Fársala, 5,6 km sydväst om Vamvakoú. Trakten runt Vamvakoú består till största delen av jordbruksmark.